# Draba palanderiana
Draba palanderiana är en korsblommig växtart som beskrevs av Frans Reinhold Kjellman. Draba palanderiana ingår i släktet drabor, och familjen korsblommiga växter. Inga underarter finns listade i Catalogue of Life.